# Koraljka Hlede
Koraljka Hlede (Zagreb, 29. ožujka 1975.), hrvatska je košarkašica i bivša hrvatska reprezentativka. Prva je hrvatska košarkašica koje je zaigrala u WNBA.

## Športska karijera
Od 1994. do 1998. je igrala američku sveučilišnu ligu na američkom sveučilištu Duquesne. Detroit Shock ju je izabrao u 1. krugu drafta 1998. Bila je 4. po redu izabrana igračica. Iste je godine zaigrala u Detroitu za kojeg je postizala 14 koševa po utakmici te imala 5 uspješnih skokova. 1999. je prešla u Utah, a 2000. je igrala za New York sve do 2003. Druge dijelove sezone je igrala u Brazilu i Španjolskoj. 2001. je otišla u Brazil gdje je igrala za Guaru. U sezoni 2001./02.i 2002./03. je u Španjolsku gdje je igrala u Salamanci. 2003./04. je igrala za španjolski Rivas. 2004./05. je otišla iz Španjolske u Mađarsku gdje je igrala za pečuški MiZo-PVSK. OD 2005./06. do 2006/.07. je igrala za baskijski klub Irun, a 2007./08. je igrala za Badajoz.
Bila je među 10 najboljih novakinja Konferencije Atlantik 1995., a 1996., 1997. i 1998. u 10 najboljih igračica prvog sastava. 1998. je bila igračicom godine svoje konferencije.
Osvojila je mađarski kup i prvenstvo 2005., pobijedivši u ligaškom dijelu i doigravanju mađarskog prvenstva, iste je godine igrala u poluzavršnici Eurolige. Sljedeće je godine bila došla do poluzavršnice španjolskog prvenstva te je bila članicom najboljeg drugog izabranog sastava španjolske lige te članicom izabranog sastava najboljih inozemnih igračica u Španjolskoj.
Za Hrvatsku je igrala na europskom prvenstvu za kadetkinje 1991., seniorke 1995. i 2001.

## Vanjske poveznice
- Eurobasket
- WNBA
- Razgovor s Koraljkom Hlede